# Lauchringen (stacja kolejowa)
Lauchringen – stacja kolejowa w Lauchringen, w kraju związkowym Badenia-Wirtembergia, w Niemczech, jest to stacja początkowa Wutachtalbahn.

## Połączenia
Na stacji zatrzymują się pociągi osobowe i Interregio-Express (Deutsche Bahn i Schweizerische Bundesbahnen).
Połączenia (stacje końcowe):
- Bazylea
- Friedrichshafen
- Singen (Hohentwiel)
- Szafuza
- Waldshut-Tiengen

| Lauchringen                        |  |                                |
| Linia Hochrhein                    |  |                                |
| Lauchringen Westodległość: 0,75 km |  | Grießen odległość: 6 km        |
| Linia Wutachtal                    |  |                                |
|                                    |  | Wutöschingen odległość: 5,7 km |